# Носачов, Андрей Петрович
Носачов Андрей Петрович (30 ноября [13 декабря] 1913, Гиржово, Херсонская губерния — 29 декабря 1990, Сумы) — советский театральный актёр, Народный артист Украинской ССР (1980).

## Биография
Родился 30 ноября (13 декабря) 1913 года в селе Гиржово (ныне в Великомихайловском районе Одесской области).
В 1930 году завербовался на работу в Донбасс на шахту. В 1933 году окончил драматическую студию при Сталинском театре музыкальной комедии, педагог по специальности — Д. Козачковский.
В 1933—1934 годах работал в театре «Кривбасс» в городе Кривой Рог. В 1934—1938 годах — в колхозном театре имени Октябрьской революции в посёлке Долгинцево (Бухарино) Криворожского района Днепропетровской области.
В 1938—1941 годах — в Уральском украинском музыкально-драматическом театре Казахской СCP.
С 1941 года — актёр Сумского украинского театра драмы и комедии имени М. С. Щепкина. Член КПСС с 1960 года.
Умер 29 декабря 1990 года в городе Сумы, где и похоронен. На могиле установлен алюминиевый бюст авторства скульптора О. Прокопчук.

## Творчество
Воплотил более 100 разножанровых театральных ролей классического и современного репертуара.
- Николай Задорожный («Украденное счастье» И. Франко);
- Иван Непокрытый («Дай сердцу волю, заведёт в неволю» М. Кропивницкого);
- Чеснок («В степях Украины» А. Корнейчука);
- Иван Серошапка («Очарованный ветряк» М. Стельмаха);
- Вытягайченко («Конармия» И. Бабеля);
- Сандро («Уходя на пенсию — не гасите свет» Г. Хугаева);
- Ланс («Два веронца» Шекспира);
- Сидор Ковпак[2].

## Награды
- Орден «Знак Почёта» (24.11.1960);
- Медаль «За трудовое отличие» (30.06.1951)[3];
- Заслуженный артист Украинской ССР (1968);
- Народный артист Украинской ССР (1980)[4];
- Почётная грамота Президиума Верховного Совета УССР.